# Коноплёва, Лидия Васильевна
Лидия Васильевна Коноплёва (5 февраля 1891, Санкт-Петербург — 13 июля 1937, Москва) — террористка, одна из руководителей боевой террористической группы партии правых эсеров, участница судебного процесса против эсеров в 1922 году. 13 июля 1937 года расстреляна, после смерти Сталина реабилитирована.

## Биография
Лидия Коноплева родилась в семье учителя, инспектора народных училищ, статского советника Василия Степановича Коноплёва (1863—1919), из крестьян Холмогорского уезда Архангельской губернии, из рода М. В. Ломоносова. Сестра — Ольга, педагог.
Училась в женской гимназии в Весьегонске Тверской губернии. В 1908 году поступила в 8-й класс Мариинской женской гимназии в Архангельске. Увлеклась анархизмом, общалась с сосланными в Архангельск революционерами (кружок эсера Иванова), 29 апреля—5 мая 1909 года при ликвидации кружка была арестована и заключена в тюрьму, но отпущена за отсутствием улик. Отказалась присутствовать на уроках  Закона Божьего. Была исключена из гимназии, закончила её экстерном. Была выслана в Новгородскую губернию под надзор полиции. Уехала в село Ивановское Ямбурского уезда Петербургской губернии, где работала учительницей. Была секретарем уездного комитета Всероссийского земского союза. Участвовала в работе кружка анархистов-коммунистов в Петербурге. В 1913 году поступила на Высшие женские (Бестужевские) курсы.
В 1917 году вступила в партию эсеров (ПСР). Работала секретарем редакции газеты «Земля и воля». С осени 1917 до середины 1918 гг. член Петроградского комитета ПСР. По взглядам была сторонницей идеи народовластия, большевицкий переворот восприняла крайне негативно. В конце 1917 года вошла в Военную комиссию при ЦК ПСР (литературный отдел). Затем перешла в боевой отдел, была заместителем руководителя боевого отряда Г. И. Семенова, занялась «террористической работой». Предложила себя как исполнителя для убийства В. И. Ленина, под свою личную ответственность, была командирована с этой целью в Москву, но вскоре партия отказалась от этой идеи. Вела антибольшевистскую работу среди матросов Балтфлота, ставила вопрос о захвате власти в Петрограде, но не получила партийной поддержки. Готовила в составе летучего отряда покушения на председателя Петроградской ЧК М. С. Урицкого (убит без участия боевой организации ПСР), члена президиума ВЦИК В. Володарского (убит при участии боевой организации рабочим Сергеевым), председателя Реввоенсовета Л. Д. Троцкого, В. И. Ленина и несколько нападений на банки. Существует версия, что она, а не Фанни Каплан, стреляла в Ленина, предположительно по заданию Я. М. Свердлова).
В мае 1919 года отошла от активной политической деятельности и работала учительницей. С осени 1919 года состояла в лояльной большевикам группе «Народ» — Меньшинстве партии социалистов-революционеров (МПСР, рук. В. К. Вольский). В феврале 1920 года по партийной мобилизации направлена на фронт (со стороны красных). Выполняла задания командования РККА в белом Крыму и др. Затем служила в Регистрационном отделе РВС Юго-Западного фронта. В январе 1921 возвратилась в Москву и получила назначение на должность инструктора отдела охраны детства Наркомпроса. 26 февраля написала заявление в ЦК ВКП(б) о вступлении в партию большевиков; рекомендации дали член Политбюро ВКП(б) Николай Бухарин и член и секретарь Президиума ВЦИК, секретарь ЦК ВКП(б) Л. П. Серебряков. На следующий день Оргбюро ЦК удовлетворило заявление. Тем же постановлением Оргбюро откомандирована из Наркомпроса в распоряжение Регистрационного управления РККА. В марте направлена военной разведкой за границу, в Берлин, откуда была отозвана для работы над процессом правых эсеров. Дала откровенные показания о террористической составляющей работы партии эсеров после октября 1917 года, которые стали доказательной базой обвинения партии правых эсеров в антисоветском терроре. Написала секретный доклад о террористической работе ПСР после 1917 года. В сопровождающем доклад письме Л. П. Серебрякову, объясняя свою идейную эволюцию и намерение вступить в ВКП(б), в январе 1922 года писала:

Я знаю, что всё, что в интересах Революции, — допустимо и оправдываемо. Интересы Революции — наша правда, наша мораль. <…> если интересы Революции требуют, то мы должны, обязаны сделать, хотя бы с точки зрения человеческой морали это было неприемлемо.
Теперь я делаю то же самое, сознавая, что должна это сделать во имя Революции и в то же время сознаю, что с моей моралью, с моим внутренним «я» этот поступок несовместим. Как за террористическим актом должна последовать физическая смерть выполнителя, так за этим актом — моральная смерть. А может быть, смерть старой морали? Этого я ещё не знаю. Всё может быть. Одно только знаю — во имя интересов Революции должно быть сделано всё.
<…> Я задавала себе вопрос, старалась проверить себя — что может быть потому так тяжело, так мучительно подавать мне заявление ЦК, что у меня осталось что-то общее с с-рами, какая-то связь. На это ответила себе, отвечаю и Вам — нет. Ничего не осталось. Как они являются врагами Революции, врагами Р. К. П. — так они и мои враги. И сейчас в работе, с момента как мы находимся в противоположных лагерях, все методы борьбы допустимы. <…>
Я всё это говорю для того, чтобы указать, что есть какая-то грань, что-то такое в душе человеческой, переступая через которое человек болезненно мучительно ощущает, что он теряет что-то хорошее, светлое, что должно быть в каждом.

Тяжело и больно, но должно быть сделано для Революции, и Революции нет никакого дела до отдельных индивидуумов.— 
В 1922 году привлекалась как подсудимая к процессу против эсеров, признала свои ошибки, раскаялась. Была обвинена в соучастии в организации покушений, на судебном процессе Верховным революционным трибуналом ВЦИК приговорена к расстрелу. За активное сотрудничество с органами следствия и суда (направленное на разгром боевой организации ПСР) была помилована ВЦИК.
В 1924 году работала в четвёртом управлении штаба РККА, читая лекции по взрывному делу на курсах оперработников ГПУ. Служила в московском отделе народного образования и в издательствах «Работник просвещения», «Транспортная литература», КОГИЗе. Командировывалась за границу. В 1936 году, когда проходила смена партийных билетов, в анкете зафиксировала, что «работала в военной организации эсеров террористической группе против вождей партии и советской власти в 1917—1919 гг. Петрограде и Москве». В апреле 1937 года исключена из ВКП(б) за связь с контрреволюционерами-троцкистами. Проживала: Москва, Большой Власьевский пер., д.14, кв.14.
Арестована 30 апреля 1937 года. Обвинена в июне 1937 года в «подготовке террористических актов против т.т. Сталина, Молотова, Ворошилова и других руководителей ВКП(б) и сов. Правительства». Виновной себя не признала. 13 июля 1937 года расстреляна. Место захоронения — Донское кладбище в Москве.
20 августа 1960 года реабилитирована.

## Семья
- Муж — Петр Георгиевич Волков (с начала 1920-х гг.), член ВКП (б), начальник районной специнспекции в Москве.
  - Дочь — Галина Петрова Волкова (р. 1926),
  - Сын — Борис Михайлович Коноплёв (1912—1960), ракетостроитель, погиб при испытании первой советской межконтинентальной стратегической ракеты 8К64.